# Werelderfgoed in Qatar
Tot het Werelderfgoed in Qatar behoort een werelderfgoed. Het eerste Werelderfgoed werd in 2013 ingeschreven.

## Werelderfgoederen

### Actuele Werelderfgoederen
Deze lijst toont de werelderfgoederen in Qatar in chronologische volgorde (C – Cultuurerfgoed; N – Natuurerfgoed).
| Naam                               | Jaar | Soort | Beschrijving | Afbeelding |
| ---------------------------------- | ---- | ----- | ------------ | ---------- |
| Archeologische site van Al Zubarah | 2013 | C     |              |            |

### Als Werelderfgoed genomineerde objecten
In de voorlopige lijst van de UNESCO worden objecten ingeschreven, die naar het inzicht van de betreffende regering potentieel voor de erkenning als Werelderfgoed in aanmerking komen. Dit zegt niets over de eventuele daadwerkelijke succesvolle inschrijving op de lijst. Tegenwoordig (2024) is op de lijst een object uit Qatar ingeschreven.
| Naam                          | Jaar | Soort | Beschrijving | Afbeelding |
| ----------------------------- | ---- | ----- | ------------ | ---------- |
| Natuurreservaat Khor Al-Adaid | 2008 | N     |              |            |